# Matías Córdoba
Matías Jesús Córdoba (Lanús, Provincia de Buenos Aires, Argentina, 7 de octubre de 1984) es un exfutbolista y entrenador argentino. Jugaba como interior derecho. Actualmente se desempeña como segundo entrenador en el Club Puebla de la primera división de México.

## Trayectoria
Surgido de las históricas divisiones inferiores de Argentinos Juniors. Debutó en ese club en el 2005, en el Rosario Central 1 - Argentinos Juniors 1 (en "Arroyito"), donde marcó el gol inicial del partido en el primer tiempo, y luego se iría expulsado por una agresión a un rival en el complemento. Tuvo algunos partidos buenos, pero no pudo evitar que el conjunto de La Paternal juegue la "promoción" contra un club de la B NACIONAL: Atlético de Rafaela. En el partido de vuelta en el "Diego Armando Maradona", el bicho necesitaba ganar, y Córdoba ingresó en el segundo tiempo para intentar revertir la situación y así fue: a los 20 minutos de ese segundo tiempo marcaba un gol para el conjunto rojo, y unos minutos después convertiría el segundo en su cuenta. Terminó de cerrar el marcador Carlos Marini, para sellar un contundente 3 a 0 que dejaba a Argentinos en la "A". Varios hinchas lo recuerdan muy bien por ese excelente rendimiento en aquel partido de julio de 2005.
Estuvo en el Bicho hasta el 2007. En ese mismo año pasa a Club Atlético Tigre recién ascendido a primera con el que consigue el subcampeonato de la máxima categoría del fútbol argentino. En el 2008 pasó a Real Salt Lake City. Luego del préstamo, volvió a la institución de la Paternal. Tiempo después, se iría a préstano nuevamente a Quilmes Atlético Club, donde juega una serie de partidos buenos, el técnico del equipo renuncia y Matías rescinde su préstamo, yéndose al Monagas de Venezuela, club donde militó la temporada 2009/2010.
Recientemente firmó para el San Martín de Tucumán para disputar la temporada 2010/2011 en la Primera B Nacional de Argentina. 
En julio del 2011 es contratado por el Atlante de México (sede en Cancún), a préstamo por un año y en enero de 2012, ficha en el Club de Deportes La Serena, equipo que milita en la Primera División de Chile.
Luego de su fugaz paso por el equipo Perth Glory de Australia, el jugador argentino es fichado para defender la camiseta del Club Deportivo Oriente Petrolero de (Bolivia) para toda la temporada 2013 defendiendo los colores del equipo cruceño en la edición de la Copa Nissan Sudamericana 2013 enfrentando a Guaraní de Paraguay. 
En 2014 pasa a Naval de Talcahuano hasta el mes de junio y luego firma con Brown de Adrogué por un año y medio.
Para el 2015 Matías Córdoba ha fichado para el Alianza Fútbol Club (El Salvador)
En 2021 empezó a dirigir a Nico T, quien alcanzó su máximo rendimiento en los primeros segundos de su último partido hasta malograr un mano a mano clarísimo, jugada en la cual alega un penal polémico, posteriormente malogrado por el delantero necochense.

## Clubes
| Club                              | País           | Año         |
| --------------------------------- | -------------- | ----------- |
| Argentinos Juniors                | Argentina      | 2005-2007   |
| Tigre                             | Argentina      | 2007        |
| Real Salt Lake                    | Estados Unidos | 2008        |
| Argentinos Juniors                | Argentina      | 2008        |
| Quilmes                           | Argentina      | 2009        |
| Monagas                           | Venezuela      | 2009-2010   |
| San Martín de Tucumán             | Argentina      | 2010-2011   |
| Atlante                           | México         | 2011        |
| Deportes La Serena                | Chile          | 2012        |
| Perth Glory FC                    | Australia      | 2013        |
| Oriente Petrolero                 | Bolivia        | 2013        |
| Naval                             | Chile          | 2014        |
| Brown de Adrogué                  | Argentina      | 2014 – 2015 |
| Alianza Fútbol Club (El Salvador) | El Salvador    | 2015        |
| Pulau Pinang FA                   | Malasia        | 2016        |
| PS Barito Putera                  | Indonesia      | 2017-2018   |

- Datos: Q1422041